# Mattauchsche Isobarenregel
Unter der Mattauchschen Isobarenregel, manchmal auch Isobarenregel, Mattauch’sche Regel oder Mattauchregel, versteht man eine empirische Regel der Radiochemie. Sie besagt, dass benachbarte stabile Isobare, also Nuklide mit gleicher Massenzahl, nicht auftreten, oder anders ausgedrückt, dass der Unterschied der Ordnungszahlen zweier stabiler Isobare immer größer als eins ist. Sie ist benannt nach dem österreichischen Physiker Josef Mattauch, der sie 1934 postulierte.

## Grundlagen
Durch β−-Zerfall bildet sich ein Isobar des Ausgangsnuklids (Mutternuklid). Isobare sind Kerne mit gleicher Nukleonenzahl, die sich jedoch in der Anzahl ihrer Protonen (= Kernladungszahl Z) und Neutronen unterscheiden. Als Beispiel sei der β−-Zerfall von {\displaystyle _{\ 79}^{198}\mathrm {Au} } zu {\displaystyle _{\ 80}^{198}\mathrm {Hg} } gezeigt.
{\displaystyle _{\ 79}^{198}\mathrm {Au} \;{\xrightarrow {\beta ^{-}}}\;_{\ 80}^{198}\mathrm {Hg} +\mathrm {e} ^{-}+{\overline {\nu }}_{e}}.
Die Nukleonenzahl (198) bleibt gleich, während sich die Anzahl der Protonen um eins erhöht, die der Neutronen um eins verringert. Es bildet sich das isobare Hg-Nuklid.
Umgekehrt kann sich beim β+-Zerfall und beim Elektroneneinfang ein Proton in ein Neutron umwandeln.
Die Mattauchsche Isobarenregel basiert darauf, dass Kerne mit einer geraden Anzahl an Protonen und einer geraden Anzahl an Neutronen besonders stabil sind (sogenannte g,g-Kerne, siehe auch Tröpfchenmodell). Solche, bei welchen beide Zahlen ungerade sind (u,u-Kerne), sind destabilisiert. Die u,g- bzw. g,u-Kerne liegen zwischen diesen beiden. In der Regel sind u,u-Kerne nicht stabil (siehe unten). Ist das Mutternuklid ein g,g-Kern, so bildet sich durch β-Zerfall ein u,u-Kern und umgekehrt, während aus g,u-Kernen u,g-Kerne entstehen und umgekehrt:
{\displaystyle \mathrm {(g{,}g)\;{\xrightarrow {\beta }}\;(u{,}u)\;{\xrightarrow {\beta }}\;(g{,}g)} }
{\displaystyle \mathrm {(u{,}g)\;{\xrightarrow {\beta }}\;(g{,}u)\;{\xrightarrow {\beta }}\;(u{,}g)} }
Nahe der Linie der Betastabilität tritt als Zerfallsart, abgesehen von γ-Zerfall, der jedoch nur ein Kernisomer bildet, nur β-Zerfall auf. Fern der Linie sind keine stabilen Nuklide zu finden.

## Hintergrund

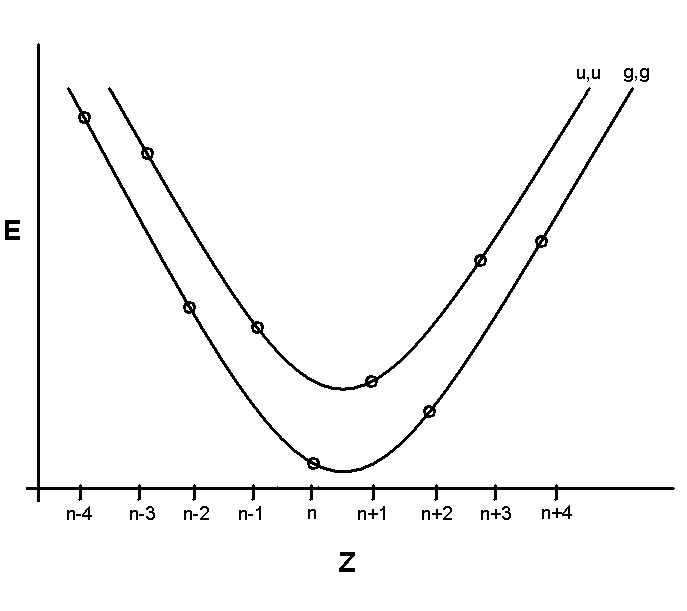
Energieparabeln für u,u- und g,g-Kerne mit möglichen Nukliden: Laut Mattauchschen Isobarenregel liegt das stabilste Nuklid mit Z=n im Minimum der Parabel.

Die Bindungsenergien der Atomkerne können nach dem Tröpfchenmodell beschrieben werden. Wenn die Nukleonenzahl ungerade ist (u,g- und g,u-Kerne), kann die Bindungsenergie der Nuklide in Abhängigkeit von der Protonenzahl (Ordnungszahl) durch eine Parabel dargestellt werden. Das Nuklid am Scheitelpunkt der Parabel ist stabil, die benachbarten Nuklide können sich durch β−-Zerfall bzw. β+-Zerfall und Elektroneneinfang umwandeln. Bei gerader Nukleonenzahl gibt es zwei Parabeln, wobei die Parabel der instabileren u,u-Kerne über der der g,g-Kerne liegt.
Ausgehend von einem Kern, der sich fern der Linie der Betastabilität befindet (in der Abbildung beispielsweise Z=n−4), läuft nun eine Zerfallsreihe ab, wobei das Tochternuklid jedes β−-Zerfalls auf der jeweils anderen Parabel liegt. Die Reihe endet, wenn die Linie der Betastabilität erreicht ist, hier also bei Z=n. Das Gleiche gilt für die Reihe der β+-Zerfälle beginnend bei Z=n+4. Diese endet jedoch bei dem Nuklid Z=n+2, da der u,u-Kern Z=n+1 weniger stabil ist.
Da die g,g-Parabel stets unterhalb der u,u-Parabel liegt, können so nie zwei benachbarte stabile Isobare auftreten. Eine interessante Besonderheit stellt der Kern Z=n+1 dar, der nicht durch β-Zerfälle, sondern nur auf anderem Wege erhalten werden kann (beispielsweise durch α-Zerfälle). Dieser Kern hat nun die Möglichkeit, sich durch einen β−-Zerfall zu Z=n+2 und durch β++Zerfall zu Z=n zu stabilisieren. Oft weisen solche Kerne auch beide Zerfallsarten auf:
{\displaystyle \mathrm {^{40}K\;{\xrightarrow {\beta ^{-}}}\;^{40}Ca} }
{\displaystyle \mathrm {^{40}K\;{\xrightarrow {\beta ^{+}}}\;^{40}Ar} }
Das Nuklid Z=n+2 kann zwar nicht durch β-Zerfall zerfallen, durch einen doppelten β-Zerfall kann aber dennoch das stabilste Nuklid mit Z=n erreicht werden. Diese Art des Zerfalls ist jedoch so überaus unwahrscheinlich (z. B. Halbwertszeit 1020Jahre für 82Se), dass der betroffene Kern mit Z=n+2 meist als stabil bezeichnet wird.
Die Mattauchsche Isobarenregel gilt bei u,u-Kernen nur für A>14. Für A≤14 dagegen sind die Parabeln so stark gekrümmt, dass die Massen der einem u,u-Nuklid benachbarten g,g-Nuklide größer sind als die des u,u-Nuklids selbst und dieses daher stabil ist. Für A≤14 existieren vier stabile u,u-Nuklide:
{\displaystyle _{1}^{2}\mathrm {H} }, {\displaystyle _{3}^{6}\mathrm {Li} }, {\displaystyle _{\ 5}^{10}\mathrm {B} } und {\displaystyle _{\ 7}^{14}\mathrm {N} }
Beginnt die Zerfallsreihe mit einem g,u- oder u,g-Kern, so vereinfacht sich das Bild, da beide Parabeln deckungsgleich sind. Die Zerfallsreihe beginnt entfernt von der Linie der Betastabilität und endet am stabilsten Kern am Minimum der Parabel. Da ausschließlich das stabile Endglied dieser Reihe gebildet wird, treten auch bei diesem Fall keine stabilen benachbarten Isobare auf. Diese Regel gilt für alle Kerne, auch für solche mit A≤14.

## Anwendung
Die Regel kann dazu verwendet werden, die Abwesenheit stabiler Technetium- und Promethiumisotope zu erklären. Da von den umliegenden Elementen viele stabile Isotope existieren, würde für stabile Isotope dieser beiden Elemente die Isobarenregel verletzt. Erst weit entfernt der Linie der Betastabilität könnten stabile Isotope auftreten, die dann allerdings auf Grund ihrer Kernzusammensetzung nicht mehr stabil sein können.
Des Weiteren half die Mattauchsche Isobarenregel beim Auffinden sehr langlebiger Radionuklide. Kerne, die als stabil galten und entgegen der Isobarenregel stabile Isobare besaßen, wurden auf Grund dieser Tatsache genauer untersucht und stellten sich als extrem langlebige Radionuklide heraus. Hierzu gehören:
{\displaystyle _{19}^{40}\mathrm {K} }, {\displaystyle _{23}^{50}\mathrm {V} }, {\displaystyle _{\ 48}^{113}\mathrm {Cd} }, {\displaystyle _{\ 57}^{138}\mathrm {La} } und {\displaystyle _{\ 71}^{176}\mathrm {Lu} }

## Ausnahmen
Die einzigen Ausnahmen von dieser Regel sind Antimon-123 und Tellur-123 sowie Hafnium-180 und Tantal-180m, wo jeweils beide Nuklide scheinbar stabil sind bzw. noch kein Zerfall beobachtet wurde.